# سد دریکلوف
سد دریکلوف (به لاتین: Driekloof Dam) یک سد در آفریقای جنوبی است که در ایالت آزاد واقع شده‌است.